# 442-й военный клинический госпиталь (филиал № 5)
Филиал № 5 ФГКУ «442 ВКГ» Минобороны России (1 Военно-морской клинический госпиталь) — старейший госпиталь в Санкт-Петербурге, был основан по личному указанию Петра 1.

## История
В 1715 году по указу императора Петра I на Выборгской стороне был заложен для оказания медицинской помощи «служивым людям» Адмиралтейский госпиталь.
Изначально Морской госпиталь разместился «в мазанках» на Выборгской стороне. В 1724—1726 годах Д. Трезини возвёл на берегу Невы двухэтажные каменные корпуса, длиной приблизительно по 300 м каждый, в одном из корпусов расположился морской госпиталь, а в другом сухопутный.
В 1755 году под госпиталь выстроили новое здание. Корпус госпиталя протянулся вдоль будущего Большого Сампсониевского проспекта.
В 1838 году Морской госпиталь перевели с Большого Сампсониевского проспекта на Фонтанку.
В 1836 году госпиталь получил статус Адмиралтейского и для него был дополнительно куплен дом княгини Шаховской у Калинкина моста (Фонтанка, 162). Чтобы приспособить здание под госпиталь, в 1836—1838 годах военные инженеры Л. Л. Карбоньер и де Брюнольд частично его перестроили.
В 1858 г. при госпитале было создано первое в России общество морских врачей.
В 1880 г. госпиталю передали соседние морские казармы (Фонтанка, 156).
27 октября 1915 г., в день празднование двухсотлетнего юбилея военно-морского госпиталя, в вестибюле главного здания на постаменте из розового мрамора был открыт небольшой бронзовый памятник Петру I. Так же была восстановлена также утраченная ранее мемориальная доска с выгравированными на ней словами Петра I, произнесёнными при открытии госпиталя 200 лет назад: «Здесь всякий изнеможённый служивый найдёт себе помощь и успокоение, которого ему до селе не было, дай только Бог чтобы никогда многие не имели и нужды сюда быть привозимы». А сам госпиталь получил имя Петра Великого.
В 1925 г. при госпитале открылась первая в стране школа штатных санитаров.
В 2015 году госпиталь отпраздновал своё 300 летие.

## Награды
- орден Ленина (31.05.1944) — За героический труд и проявленные при этом мужество и отвагу[8].